# Эрсеранж (кантон)
Эрсеранж (фр. Herserange) — кантон во Франции, находится в регионе Лотарингия. Департамент кантона — Мёрт и Мозель. Входит в состав округа Брие. Население кантона на 2011 год составляло 18176 человек.				
Код INSEE кантона 54 30. Всего в кантон Эрсеранж входят 6 коммун, из них главной коммуной является Эрсеранж.

## Коммуны кантона
| Коммуна          | Население | Почтовый индекс | Код INSEE |
| ---------------- | --------- | --------------- | --------- |
| Окур-Мулен       | 2 987     | 54860           | 54254     |
| Эрсеранж         | 4 327     | 54440           | 54261     |
| Юссиньи-Годбранж | 3 076     | 54590           | 54270     |
| Лонлавиль        | 2 377     | 54810           | 54321     |
| Мекси            | 1 997     | 54135           | 54367     |
| Сольн            | 2 454     | 54650           | 54493     |